# Gnomonia rosae
Gnomonia rosae är en svampart som beskrevs av Fuckel 1870. Gnomonia rosae ingår i släktet Gnomonia och familjen Gnomoniaceae.   Inga underarter finns listade i Catalogue of Life.
I den svenska databasen Dyntaxa används istället namnet Ophiognomonia rosae för samma taxon.  Arten är reproducerande i Sverige.